# Charleston (Utah)
Charleston – miasto w Stanach Zjednoczonych, w stanie Utah, w hrabstwie Wasatch.